# Linda Vista, Jalpan de Serra
Linda Vista är en ort i Mexiko.   Den ligger i kommunen Jalpan de Serra och delstaten Querétaro Arteaga, i den centrala delen av landet, 200 km norr om huvudstaden Mexico City. Linda Vista ligger 800 meter över havet och antalet invånare är 103.
Terrängen runt Linda Vista är huvudsakligen kuperad, men åt nordväst är den bergig. Linda Vista ligger nere i en dal som går i nord-sydlig riktning. Runt Linda Vista är det ganska glesbefolkat, med 23 invånare per kvadratkilometer. Närmaste större samhälle är Jalpan, 1,7 km sydost om Linda Vista. I omgivningarna runt Linda Vista växer huvudsakligen savannskog.